# ストラスブルゴ
株式会社ストラスブルゴ（STRASBURGO CO.,LTD.）は、東京都港区に本社を置き、セレクトショップやブランドショップの運営を行っている企業。経営破綻したリデアの受け皿として設立された。

## 概要
セレクトショップである「STRASBURGO」（ストラスブルゴ）、ブランドショップである「KITON」（キートン）「CRUCIANI」（クルチアーニ）を運営していたリデアが、過去の過剰仕入れや新型コロナウイルスの影響に伴う臨時休業などにより、2020年11月17日に東京地方裁判所へ民事再生法の適用を申請した。リデアは民事再生法適用申請当日に、ワールドの子会社であるワールドインベストメントネットワークと日本政策投資銀行が共同出資して設立したW&Dインベストメントデザインと八木通商の2社との間で、事業譲渡を前提とした民事再生スポンサー契約を締結した
W&Dインベストメントデザインと八木通商は2020年12月15日に、リデアの事業を譲受する新会社として株式会社ストラスブルゴを設立。ストラスブルゴは2021年2月1日付で、リデアから全事業を譲受して営業を開始したと同時に、ワールドと日本政策投資銀行の共同で出資・運営しているW&Dデザイン投資事業有限責任組合と八木通商による投資の実行を受けた。リデアが手掛けていた事業は、W&Dインベストメントデザイン、ワールド、日本政策投資銀行、八木通商の4社によって再建が図られることになる。

## 沿革
- 2020年12月15日 - 設立。
- 2021年2月1日 - リデア株式会社から事業を譲受して営業開始。

## 店舗
リデアから「STRASBURGO」（ストラスブルゴ）「KITON」（キートン）「CRUCIANI」（クルチアーニ）の屋号を継承した。詳細は 店舗情報 を参照。